# Purgatori de Sant Patrici
El Purgatori de Sant Patrici és un antic lloc de peregrinació a l'illa Station, al llac Lough Derg, al comtat de Donegal, Irlanda. Segons la llegenda, el lloc data del segle v, quan Crist va mostrar a Sant Patrici una cova, a vegades coneguda com a pou, a l'illa Station que era una entrada al Purgatori. La seva importància a l’època medieval es desprèn del fet que s’esmenta en textos de l’any 1185 i es mostra en mapes de tot Europa ja al segle xv. És l'únic lloc irlandès designat al mapa mundial de Martin Behaim del 1492.

## Ubicació

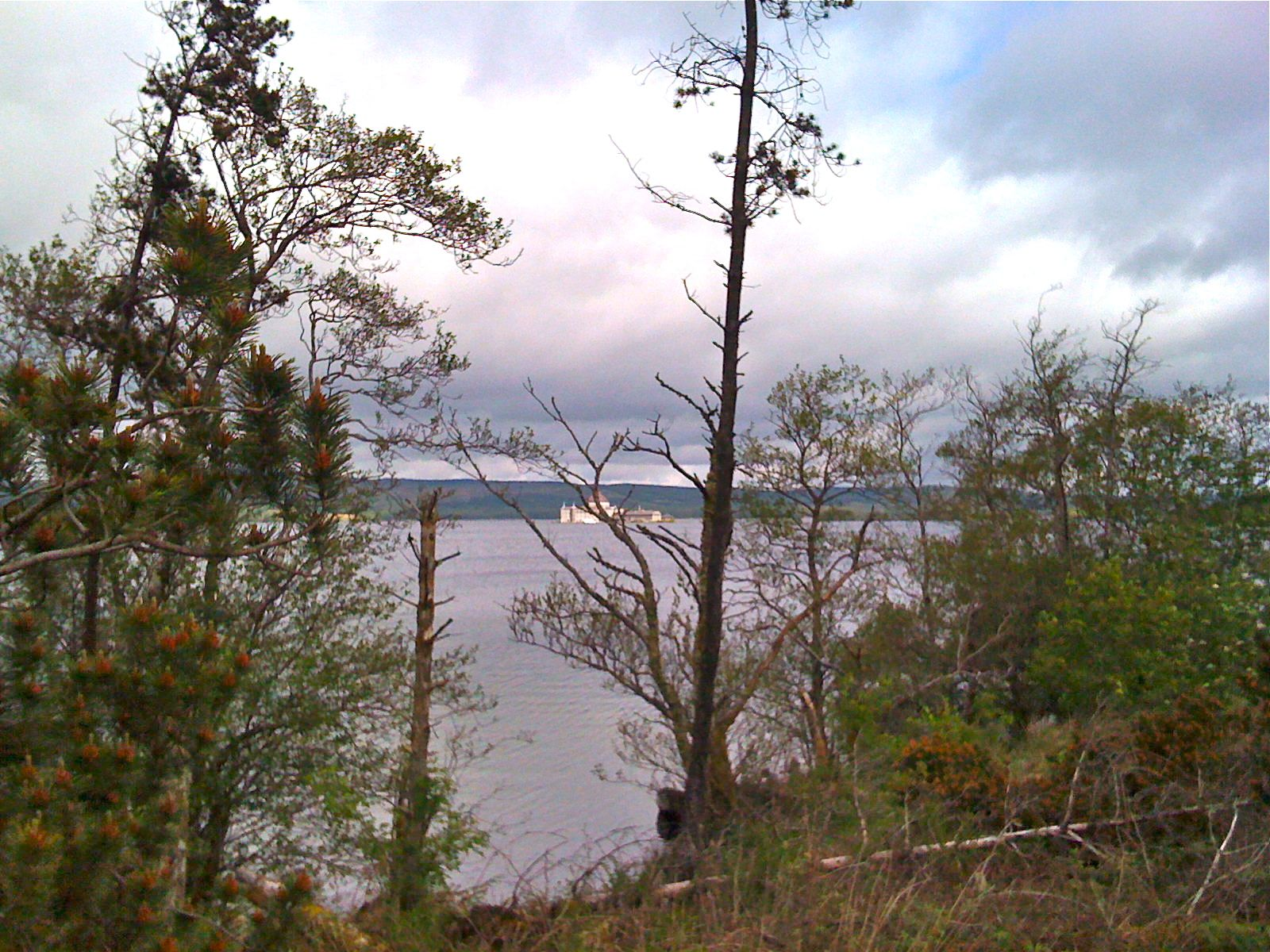
Vista de l'illa Station de la riba de Lough Derg estant, comtat de Donegal, Irlanda

Al segle xix hi va haver una certa confusió sobre el lloc real del purgatori de Sant Patrici, ja fos a l'illa Station o a l'illa Saints a Lough Derg, al comtat de Donegal. Per exemple, els mapes d'Irlanda d'Ordnance Survey de principis del segle xix (1837–42) situen el Purgatori a l'illa de Saints. Tot i així, la seva ubicació a l’illa Station és una tradició que continua ininterrompuda des de l'edat mitjana. Està clarament indicat en documents que daten d’aquella època i apareix com a "Caverna Purgatori" al mapa detallat de Station Island a De Hibernia de Sir James Ware (1654) i al P. El llibre de Thomas Carve, Lyra Hibernica (1666).

## Fundació
La llegenda sosté que Sant Patrici s'havia desanimat pels dubtes dels seus possibles conversos, que li van dir que no creurien els seus ensenyaments fins que no tinguessin proves substancials. Sant Patrici va pregar que Déu l'ajudés a relacionar la Paraula de Déu i convertir el poble irlandès i, a canvi, Déu li va revelar un pou a terra, que va anomenar Purgatori; mostrant aquest lloc a la gent, es creuria tot el que deia. Assistint al Purgatori, la gent coneixeria finalment la realitat dels goigs del cel i els turments de l’infern.
Atesa l'escassetat de documentació de la Irlanda del segle v, no és estrany que no hi hagi proves que Sant Patrici hagués visitat Lough Derg. I si bé aquesta és la llegenda, és una llegenda bastant tardana que data probablement del segle xii. No obstant això, hi ha una tradició molt més consolidada sobre Sant Dabheog o Dabheoc, un abat local que va presidir el monestir i possiblement va establir-lo al lloc durant la vida de Patrici. El seu nom s'ha associat d'ençà d'aquests primers segles a diversos llocs de la zona, com per exemple la càtedra de St. Dabheoc a la riba sud de Lough Derg, la ciutat de Seedavoc i una muntanya en aquesta ciutat, el Mont Seavadog. Una de les illes de Lough Derg també va rebre el seu nom: l’illa de Sant Dabheoc, que podria haver estat l’illa de Saints o una altra illa.

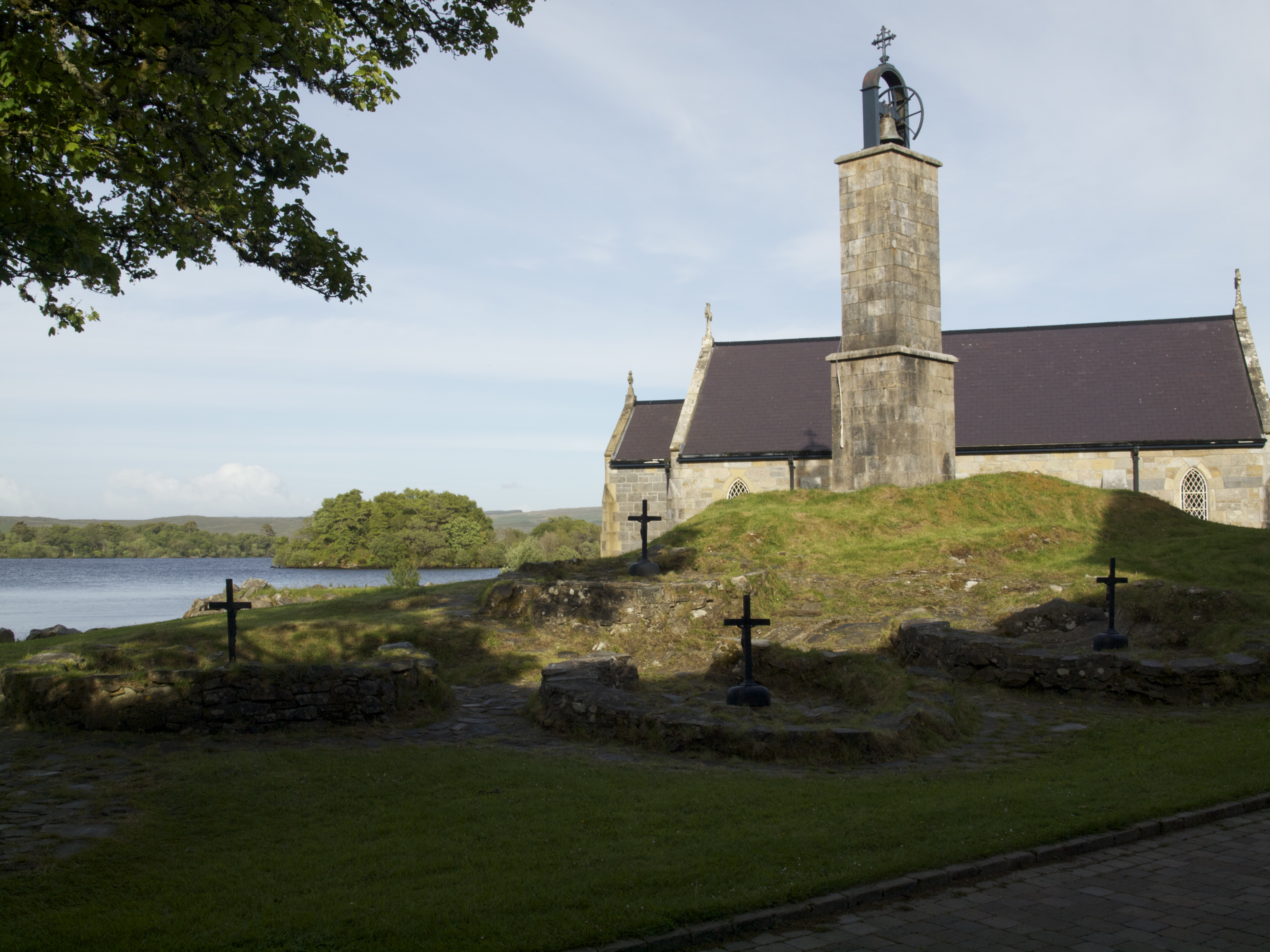
Capella, campanar i llits penitencials a Station Island. El campanar s’aixeca sobre un túmul on es troba la cova original.

Tot i que la cova està tancada d'ençà del 25 d'octubre de 1632, sobreviuen diverses descripcions dels primers pelegrins. Hi feien referència com una cova o celler o com un pou tancat. L'entrada, que es mantenia tancada amb clau, era força estreta: aproximadament 0,6 metres d'ample i 0,9 metres d’alt. Un cop a dins hi va haver una curta baixada d’uns sis graons. La cova es va dividir en dues parts: la primera era d’uns 3 metres de llarg, probablement amb els costats inclinats i només prou alt per agenollar-s'hi; després d'un gir, hi havia un altre nínxol al voltant de 1,5 metres de llarg.
Com que el jaciment no s’ha excavat mai, només podem confiar en aquest punt en aquestes descripcions de la cova. Tanmateix, basat en altres excavacions arqueològiques, sembla clar que probablement es tractava d'una estructura antiga. Alguns han suggerit un soterrani, un lloc per emmagatzemar collites i animals. No obstant això, la mida de la cova faria que això sembli molt poc probable. Un suggeriment molt més plausible és que era una de les antigues cases sudorípares, que en realitat encara es feien servir a Irlanda fins al segle xx. Per la pràctica moderna sabem que la gent entraria en aquests petits llocs tancats per inhalar fum medicinal produït per la crema de diverses plantes. El nom de "purgatori" es podria haver utilitzat aquí originalment amb el seu significat llatí com a lloc de neteja i purga, de manera similar a una sauna moderna; sobretot, ja que la noció moderna de "purgatori" com a lloc de càstig en el més enllà no va entrar en ús comú fins al segle xiii. La cova hauria estat llavors un lloc on la gent hi anava per a la curació física o espiritual, fins i tot abans que s’associés a Sant Patrici al segle xiii com a lloc de curació estrictament espiritual.

## Monestir i les seves funcions

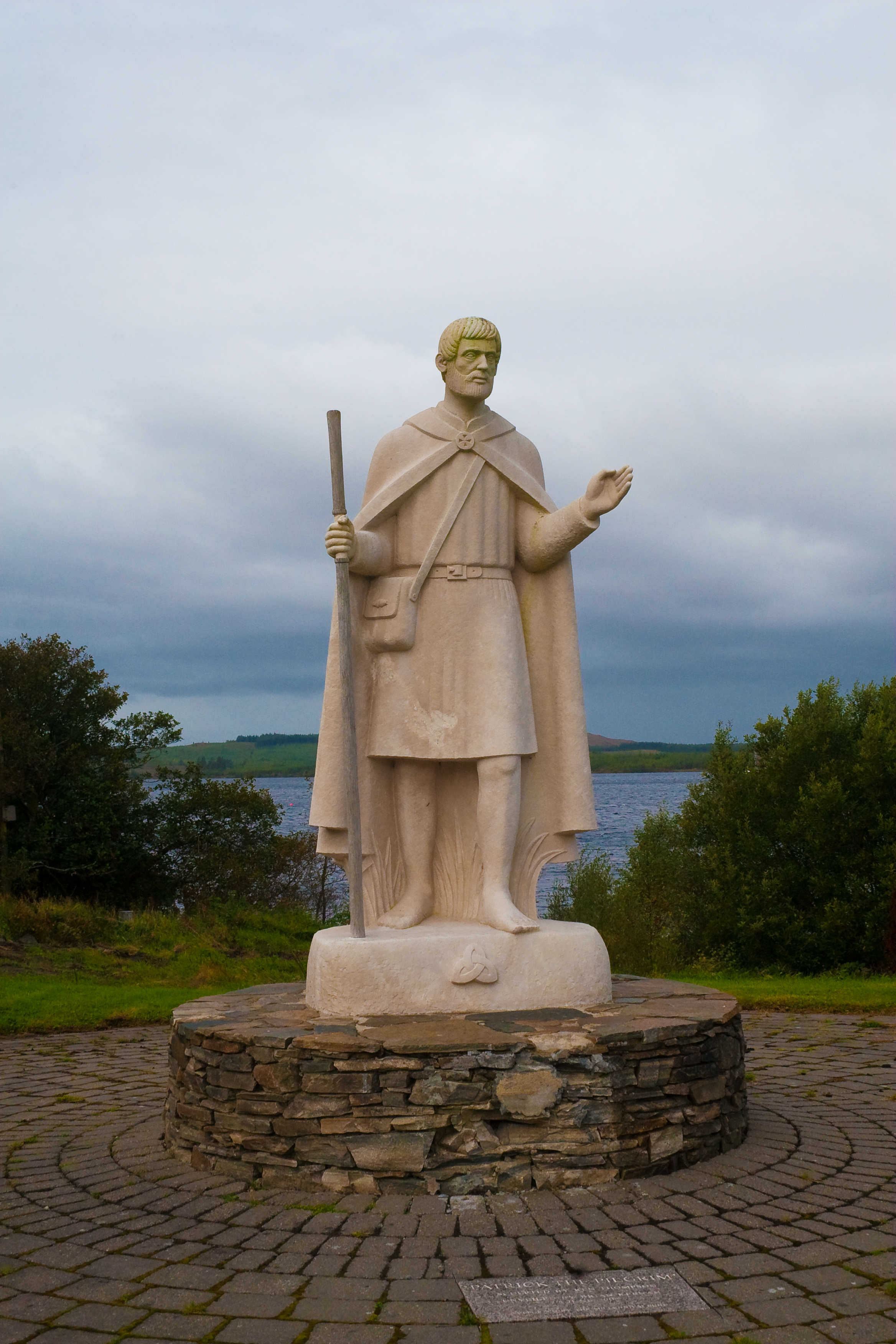
Estàtua de "Patrici el pelegrí" a prop del moll del transbordador cap a l'illa Station

Probablement va existir un monestir a les illes de Lough Derg d'ençà del segle xx i probablement incloïa anacoretes que vivien en cel·les de ruscs, que es poden conservar d'alguna forma als llits penitencials que encara es poden veure a l'illa Station.
Cap al 1130 el monestir va ser lliurat als canonges agustins regulars per l'autoritat de la catedral d'Armagh, sota autoritat de Sant Malaquies d'Armagh. El monestir de l'illa dels Sants oferia hospitalitat als pelegrins, que els visitaven amb esperit de penitència i pregària. També servia de lloc on els pelegrins podien preparar-se per visitar el Purgatori. Els documents informen que els pelegrins que volien visitar el Purgatori arribarien amb cartes de permís d'un bisbe, ja sigui de la seva pròpia regió o d'Armagh. Després passarien quinze dies de dejuni i oració per preparar-se per a la visita a Station Island, a poca distància amb vaixell. Al final dels quinze dies, els pelegrins confessaven els seus pecats, rebien la comunió i se sotmetien a uns quants rituals finals abans de romandre tancats a la cova durant vint-i-quatre hores. L'endemà al matí, el prior obriria la porta i, si el pelegrí es trobava viu, el tornarien a portar a l'illa dels Sants durant quinze dies més de pregària i dejunis.
Des de l'època de Sant Dabheoc, sembla que aquesta regió va atreure pelegrins de tot arreu. Al segle xii provenien de tota l’Europa continental, molt probablement navegaven des d’Anglaterra i desembarcaven a Dublín o Drogheda. Des d'aquests ports es dirigirien a peu, aturant-se en monestirs en el que probablement seria un viatge de dues setmanes pel camp irlandès fins a la seva destinació. En aquest període, molts pecadors i delinqüents van ser enviats en pelegrinatge per expiar els seus fets i demanar perdó. El Purgatori de Sant Patrici seria una destinació probable per a aquests pelegrins penitencials o exiliats, ja que sovint es considerava que les comunitats d’anacoretes tenien un poder especial per absoldre-les.

## Camí cap a Lough Derg
Basant-se en la descripció que va deixar el pelegrí del segle xv, Guillebert de Lannoy, és possible resseguir la ruta de peregrinació medieval, reportada el 1430, de Drogheda fins a Kells al llarg del riu Boyne, molt probablement parant a Mellifont, Slane i Donaghmore, allotjant-se als monestirs, com era costum habitual per als viatgers medievals de qualsevol tipus. D'allà estant es dirigí cap al nord-oest cap a Enniskillen, que ell anomena Rousseaumoustier. Aquí un duc li presta un vaixell perquè ell i els seus companys puguin viatjar fins al Lough Erne, molt probablement parant a Devenish, Inishmacsaint i White Island. Al llarg d’aquesta ruta també hauria passat per l’important monestir de Drumlane.

## 1497
A la 31a Conferència Irlandesa de Medievalistes (2017) es presentà una nova hipòtesi per a la reconstrucció històrica de l'anomenat primer "tancament" del pelegrinatge que es creu que es va produir a finals del segle xv. L' Acta Sanctorum conté un document en què el tancament s'atribueix a la denúncia d'un monjo holandès, que havia estat a Lough Derg i que posteriorment va viatjar al Vaticà, on va acusar de simonia els organitzadors del pelegrinatge (inclòs el bisbe i el prior). Segons P. Taviani, aquest document és fals, falsificat per algú que mai havia estat a Lough Derg i que va imaginar que el Purgatori de Sant Patrici era semblant al pou de Sant Patrici a Orvieto (Itàlia). El Papa mai no hauria ordenat el tancament del pelegrinatge i, de fet, això no va passar mai. La veritable història és que el 1497 va ser Cathal Óg Mac Maghnusa (en aquella època bisbe de la diòcesi de Clogher), encoratjat pel Guardià de l’abadia de Donegal, observador franciscà, que volia canviar radicalment el curs del pelegrinatge. La promesa d'un viatge a l'inframon ja no es podia mantenir. Per garantir la supervivència del pelegrinatge, calia convertir-lo en un esdeveniment purament preocupat per la penitència. Per superar qualsevol oposició potencial a aquest canvi radical, es va concebre un ordre papal fictici. El monestir es va dissoldre el 1632, tot i que pel que sembla el senyor local va permetre la permanència dels monjos. El 1710 els franciscans eren presents a l'illa a l'estiu per administrar les necessitats dels pelegrins. El 1763 van construir una església, Santa Maria dels Àngels, a l'illa Station. El 1785, l'administració de l'illa Station va passar a mans de la diòcesi catòlica de Clogher. Shane Leslie va donar la propietat lliure de l'illa a la diòcesi el 1960, i va ser nomenat Cavaller Comandant de Sant Gregori pel papa Joan XXIII com a reconeixement.

## Pelegrinatge modern
No hi ha evidències que el pelegrinatge al purgatori de Sant Patrici s’interrompés per cap període i, més de mil cinc-cents anys després, continua en els temps actuals. Cada any, la temporada principal de pelegrinatge comença a finals de maig o principi de juny i acaba cap a meitat d’agost, el dia 15, festa de l’ Assumpció de Maria. Es tracta d’un pelegrinatge de tres dies obert a pelegrins de totes les religions, o cap, que han de tenir almenys quinze anys d’edat, en bona salut i capaços de caminar i agenollar-se sense ajuda. Els pelegrins, que haurien de començar el dejuni a mitjanit anterior, es reuneixen al centre de visitants a la riba del Lough Derg a primera hora del dia (entre les 10 i les 13 hores aproximadament). Des d'allà, un vaixell els transporta en el breu viatge cap a l'illa Station. Un cop a l’illa se’ls assigna un dormitori i, descalços, comencen un cicle específic i gairebé continu de pregàries i litúrgies.
Aquestes oracions - el Pare Nostre, l'Ave Maria i el Credo dels Apòstols (tots inclosos en un fulletó que reben) - es duen a terme a les "estacions" designades de l'illa, inclosos sis "llits" que són restes d’antigues cel·les o barraques de ruscs, que reben el nom de sants famosos, principalment irlandesos. Es creu que són les restes de les primeres cèl·lules monàstiques .
Els pelegrins passen la primera nit a la basílica de l’illa en oració i només la segona nit poden dormir al dormitori. Cada dia a l'illa, els pelegrins prenen un simple menjar de pa torrat sec, pastissos de civada i te negre o cafè. El tercer matí es traslladen al continent, on continuaran el dejuni fins a mitjanit.
També hi ha altres programes durant tot l'any, inclosos els dies tranquils, els dies familiars i els retirs d'un dia.
El lloc està sota la custòdia de la diòcesi catòlica romana de Clogher. El personal inclou persones que poden ajudar tant en qüestions espirituals com pràctiques. Les instal·lacions inclouen cuina, bugaderia, farmaciola i botiga de llibres i regals.

## Literatura

### Ramon de Perellós i el seu viatge al purgatori

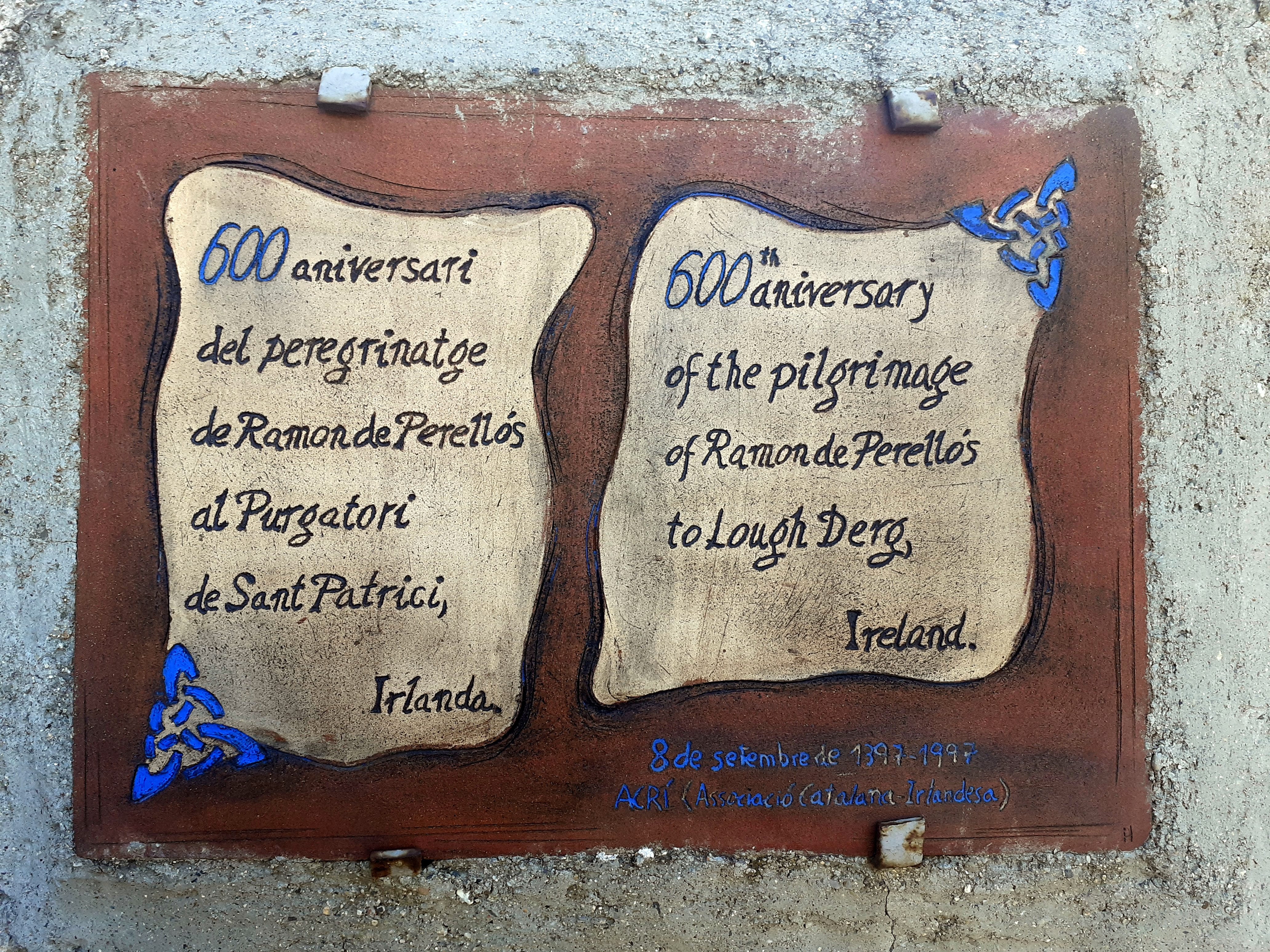
Placa commemorativa del pelegrinatge de Ramon de Perellós al purgatori, a la paret de l'església de Sant Miquel de Perellós

El noble i escriptor català Ramon de Perellós viatjà al Purgatori de Sant Patrici entre el 1397 i el març de 1398. Escrigué el seu viatge a l'obra Viatge al Purgatori
Perellós havia estat involucrat en el procés contra els consellers del rei Joan I d'Aragó, que havia mort sense ajuda espiritual i del qual, per tant, es temia que hagués anat a l'infern. Per tal d'esbrinar si, en canvi, l'ànima del rei estava en via de salvació, Perellós es va dirigir a Irlanda i va entrar a una famosa cova, que llavors es considerava l'entrada al Purgatori. Perellós certifica l'entrada a la dita cova amb referències a abundants testimonis i actes escrits, per tal de mostrar com la seva paraula en primera persona té completa validesa. El text explica això, la llegenda de Sant Patrici, els seus actes a Irlanda i com dins del Purgatori l'autor va veure el rei Joan I, que purgava pecats venials abans d'anar al cel.
Aquesta obra obeeix a la mateixa motivació que Lo somni de Bernat Metge: mostrar que l'ànima del rei no havia anat a l'infern i, en conseqüència, exculpar el comportament de l'autor, i el de la resta de membres de la camarilla reial, que en el procés havien estat acusats de corrompre el rei. Tant el Viatge al Purgatori  com Lo somni són obres en prosa; el Viatge és una peça molt més breu, i l'estil de l'obra mostra clarament que el seu autor era un cavaller, un home d'acció; a diferència de Lo somni, obra d'un intel·lectual.
Des del punt de vista històric no hi ha dubte que el viatge a Irlanda fou real, es troba documentat per altres fonts, i el seu relat de la Irlanda celta, amb la que va poder conviure, resulta d'interès per conèixer una societat amb poques fonts medievals sobre els seus costums i vida quotidiana.

### Altres obres literàries
Tractatus de Purgatorio Sancti Patricii és un relat del segle XII en llatí sobre un pelegrinatge al purgatori de Sant Patrici. Marie de France el va traduir al francès i el va ampliar a la La llegenda del purgatori de Sant Patrici.
Altres obres medievals inclouen El cavaller d’Hongria, o George Grissophan, provençal, a mitjan segle xiv; la Visió de Lluís de França (Visio Ludovici de Francia), francès, 1358; The Vision of William Staunton, anglès, després de 1409; i la Visió de Laurent Rathold de Pasztho, 1411. Un llibre fascinant sobre la visita a Lough Derg del pelegrí català Ramon de Perellós el 1397 es dona al llibre de Haren i de Pontfarcy., juntament amb diversos relats de pelegrins. L'historiador irlandès del segle xvii, Sir James Ware, va proporcionar una descripció més detallada de la "cova" del purgatori de Sant Patrici a la seva obra De Hibernia (1654, 2a ed. 1658) de la qual s'origina el mapa.
Station Island és un llarg poema escrit per Séamus Heaney sobre la seva experiència del pelegrinatge. Altres poetes coneguts, com Denis Devlin i Patrick Kavanagh, també van escriure obres sobre el Purgatori de Sant Patrici. The Lough Derg Pilgrim de l'escriptor irlandès William Carleton relata la seva experiència allà, que el va portar a abandonar els pensaments de convertir-se en un sacerdot catòlic romà i es va convertir a l'Església d’Irlanda. La visita de Pete McCarthy el 1998 es descriu a McCarthy's Bar.
Froissart’s Chronicles l'esmenta al llibre quatre, Froissart Revisits England.
Rabelais de Gargantua es refereix a això com el "forat de Sant Patrici".
The Pilgrim, de William Butler Yeats, se centra en el pelegrinatge a Station Island.

## Pelegrins
D'ençà de la destrucció dels registres el 1632, no tenim manera de saber exactament quantes persones feien el pelegrinatge cada any en aquells dies. No obstant això, des de llavors, hi ha registres disponibles; i sabem, per exemple, que el 1700 es van registrar 5.000 pelegrins per a la temporada; el 1826 el nombre de pelegrins va augmentar a 15.000 i a 30.000 el 1846, just abans de l'inici de la Gran Fam. Del 1871 al 1903 aproximadament 3.000 pelegrins van visitar-se anualment; i del 1908 al 1921, la xifra va superar de 8.000 en mitjana. Del 1929 fins a finals de segle la xifra mai va baixar de 10.000 pelegrins i, en molts anys, va ser el doble, i de vegades tres vegades aquest nombre. El 2011, 8.000 persones van completar el pelegrinatge.
Entre els pelegrins destacats s’inclouen:
- Georgius Ungarus, també George Crissaphan o George Grissaphan (Krizsafán fia György, en hongarès), cavaller de l'exèrcit de Lluís I d'Hongria[34]
- Malatesta Ungaro, condottiero italià
- Laurence Rathold de Pászthó o Laurentius Tar (Tar Lőrinc, en hongarès), cortesà a la cort de Sigismund de Luxemburg, rei d'Hongria - l'informe del seu pelegrinatge: "memoriale super visitatione Domini Laurencii Ratholdi militis et baronis Ungariae factum de purgatorio sancti Patricii in insula Hiberniae "(en hongarès )
- Jan I van Brederode, un vazal del comte Guillem VI d’Holanda, va visitar el lloc de l’illa el 1399
- Guillebert de Lannoy, camarlenc del duc de Borgonya i cavaller del velló d’or, va peregrinar el 1430.
- Francesco Chiericati, nunci papal, va visitar el lloc el 1522
- Mary McAleese - presidenta d'Irlanda
- Frank Duff - Fundador de la Legió de Maria
- Seamus Heaney - Poeta

Hi ha trenta-tres pelegrins al purgatori de Sant Patrici entre el c. 1146 i 1517 que es poden identificar pel seu nom. Trenta-dos són llistats a Haren i de Pontfarcy; Francesco Chiericati va veure el nom del 33, Guarino da Durazzo, en un llibre a l'illa Station durant la seva visita, abans que tots els registres del purgatori de Sant Patrici fossin presumiblement destruïts el 25 d'octubre de 1632.